# Oktoíjos
El oktoíjos (Ὀκτώηχος) es un sistema de escritura musical compuesto por 8 modos, provenientes de la práctica del canto litúrgico bizantino (ortodoxo griego). Este sistema también estructura los modos del canto gregoriano. 
También se encuentra escrito en Europa la forma Octoechos.

## Etimología
Οκτω (Októ)= Ocho; Ηχος (Ijos)= Tono o tensión.
Similarmente al gregoriano, la música bizantina consta de cuatro modos auténticos y cuatro colaterales (plagales).
Protos: primero, Défteros: segundo, Tritos: tercero, Tétartos: cuarto,  
Plagios tu protu: quinto, Plagios tu defteru: sexto, Barís: séptimo, Plagios tu tétartu: octavo. 

## Organización
Se organiza en tres familias o géneros :
- Diatónico: primero, cuarto, quinto y octavo.
- Cromático: segundo y sexto.
- Enarmónico: tercero y séptimo.

Las escalas de la música bizantina son el resultado teórico desde la práctica musical. Las melodías bizantinas son grupos de giros típicos desde los cuales se puede extraer una escala: notas bases e interválica.
La teoría reconoce una escala natural que coincide bastante de cerca con la escala natural mayor occidental (o modo jonio).

## Nombre de los sonidos
Los sonidos de la escala natural bizantina tienen su origen en el alfabeto griego: α, β, γ, δ, ε, ζ, η a las cuales se les agregó otra letra para completar una sílaba consonántico-vocálica
πα, Βου, Γα, Δι, Κε, Ζω, Νη, πα.
Es decir partiendo de Alfa: 
pA Bu Ga Di kE Zo nI pA
Esta escala corresponde a la escala de Re natural
Si se busca una correspondencia a la escala mayor natural jonia, las notas correspondientes a Do, re, mi,... serían respectivamente: Ni, Pa, Bu,...
Nótese que, al igual que los romanos, quienes basaron su primera escala en natural en "La", partiendo con la letra A del alfabeto latino -todavía usado en Europa y en la clave estodunidense-, los bizantinos consideraron la escala primigenia partiendo de "RE". Ambas escalas correspondes al modo menor con el sexto grado bemolizado según sea el caso.

### Ejemplos
- El modo octavo, se puede cantar de dos formas: 
  - de Do a Do´, con una alteración de un 1/4 de tono bemol para las notas Mi y Si.
  - transportando la escala anterior a Fa mayor, sin alteraciones de cuarto de tono (solo con Sib). Esta última es igual al modo jonio o escala mayor occidental.
- El modo primero va de Re a Re' y lleva un 1/4 de tono bemol en el segundo grado, es decir en el Mi. En realidad no equivale al modo dorio, ya que la estructura de los intervalos queda de 3/4 de tono entre Re y Mi y entre Mi y Fa.

Hasta donde el autor de estas líneas ha investigado[cita requerida] no existiría una relación exacta en cuanto a su estructura interválica interna entre los  8 modos gregorianos, con los bizantinos ni con los antiguos modos griegos. Salvo en su organización externa (4 auténticos y 4 plagales).

## Signos y notación
- El sonido inicial
- El cambio de sonido
- El ritmo
- El embellecimiento

## Velocidades de las melodías
Las melodías bizantinas se agrupan en tres velocidades que se caracterizan por la relación texto-música:
HirmológicasMelodías rápidas 120 a 180 pulsos por minuto, a cada nota corresponde un a sílaba del texto, y por esto, equivalen a las melodías silábicas del gregoriano.
StijiráricasMelodías de velocidad moderada 60 a 80 pulsos por minuto y las sílabas pueden cubrir un giro melódico de algunas notas. Equivalen a las melodías neumáticas del gregoriano
PapádikasMelodías lentas 40 a 50 pulsaciones por minuto y cada sílaba puede reposar sobre un grupo extenso de notas, equivale a las melodías melismáticas del gregoriano.